# Dubbeldenk
Dubbeldenk (ook wel: dubbeldunk; Engels: doublethink) is een activiteit van gewone mensen waarbij zij gelijktijdig twee elkaar uitsluitende gedachten als correct en legitiem volgens eigen moraal accepteren. Dubbeldenk is gerelateerd aan, maar is niet hetzelfde als hypocrisie en neutraliteit. Een tegenovergesteld begrip is cognitieve dissonantie, waarbij tegenstrijdige gedachten een conflict in de geest veroorzaken. Dubbeldenk heeft als kenmerk dat er geen cognitieve dissonantie voorkomt.
De term dubbeldenk werd geïntroduceerd door George Orwell in zijn dystopische roman 1984. Dubbeldenk is een onderdeel van nieuwspraak. In de roman is de oorsprong van dubbeldenk in de doorsnee burger onbekend, maar het zou een resultaat kunnen zijn van Big Brothers hersenspoelprogramma's. De roman beschrijft hoe mensen nieuwspraak en dubbeldenk leren als gevolg van groepsdruk, vanuit een verlangen om "erbij" te horen, of om meer status binnen de Partij te krijgen (om als een loyaal Partijlid te worden gezien). In de roman is het herkennen en duiden van een tegenstrijdigheid in de context van Partij programma's en doctrine gelijk aan godslastering en kan disciplinaire acties als gevolg hebben.